# Exetastes alexejevi
Exetastes alexejevi là một loài tò vò trong họ Ichneumonidae.